# Campanula cochleariifolia
Campanula cochleariifolia es una planta de la familia de las campanuláceas.

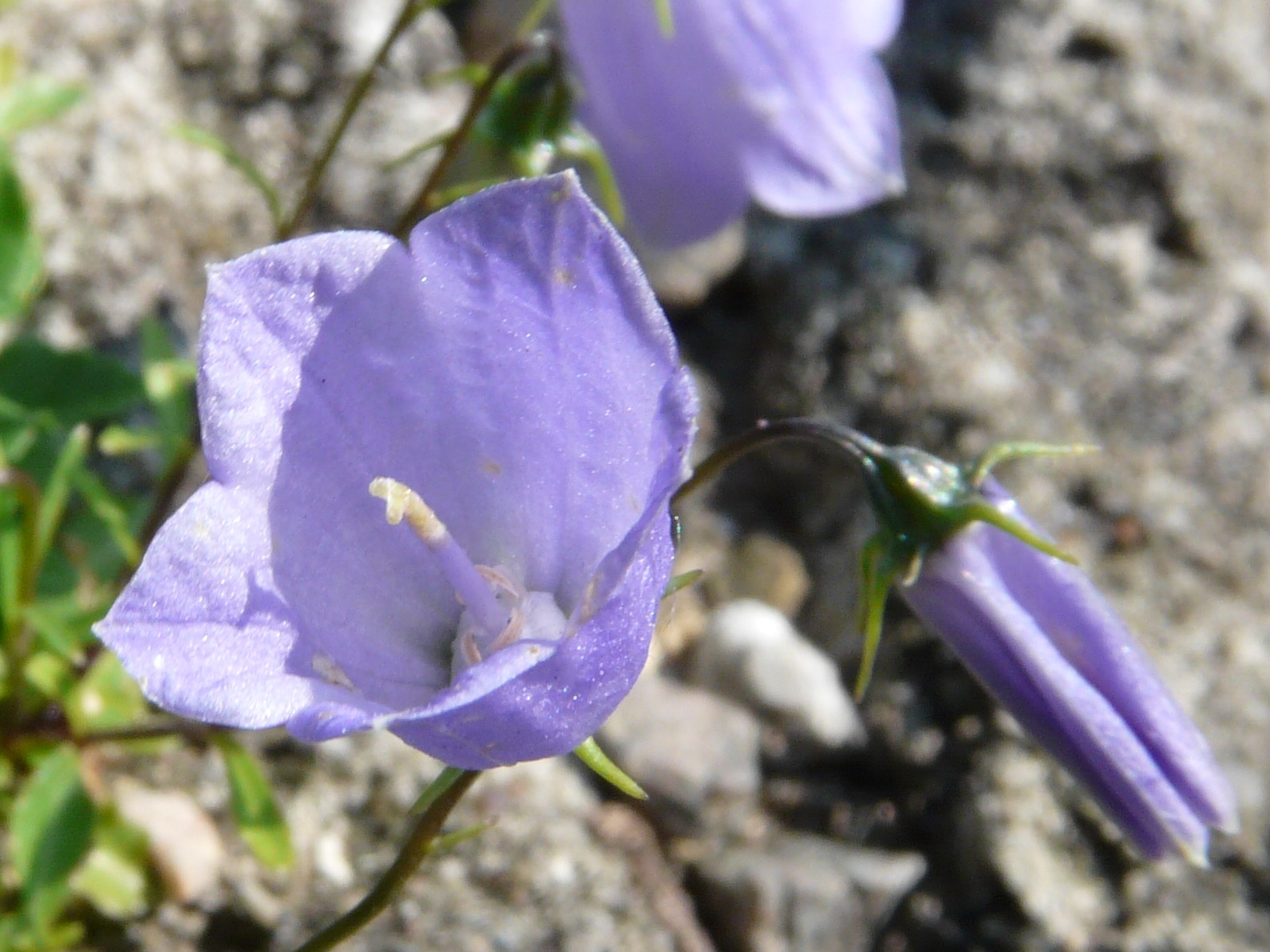
Detalle de la flor

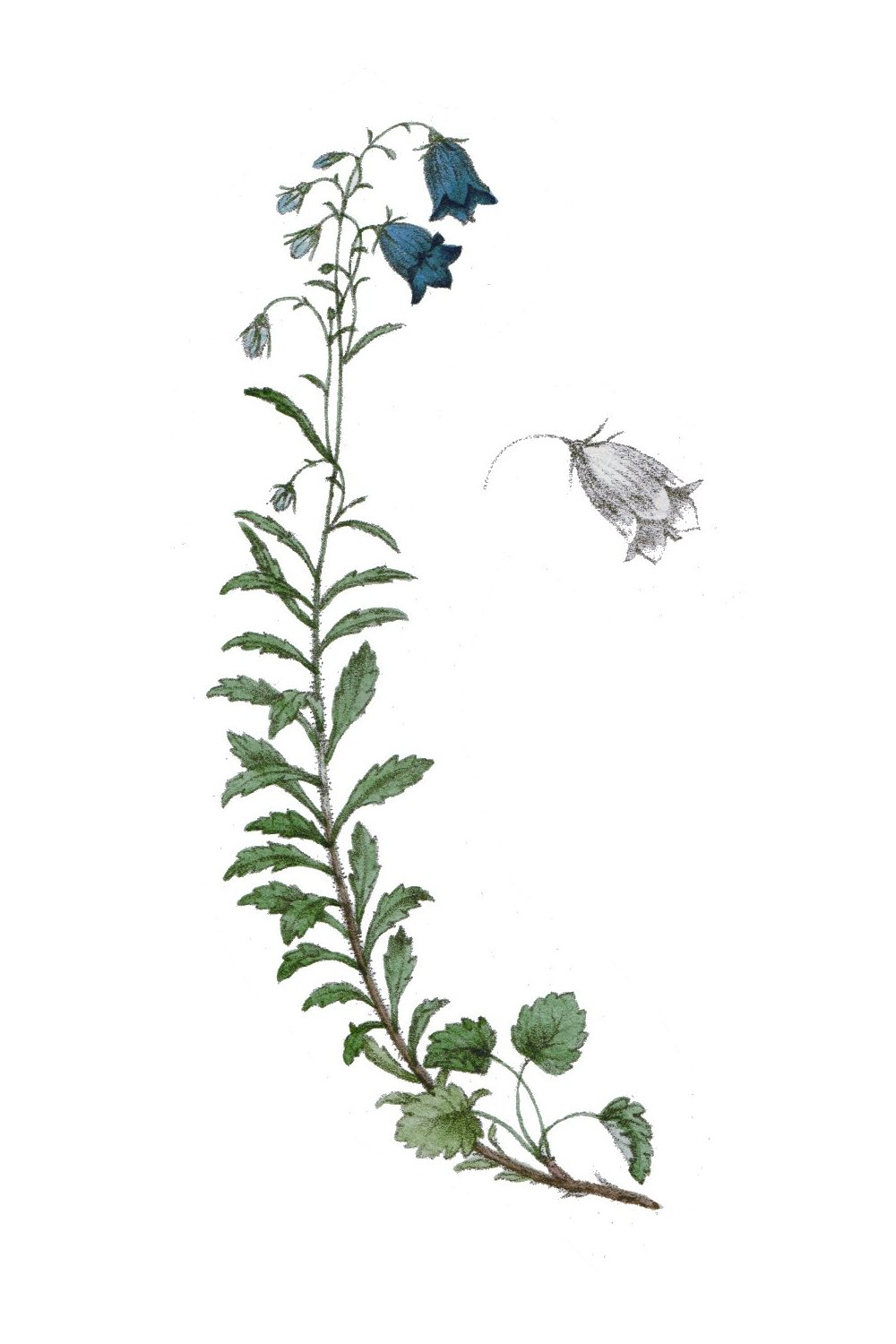
Ilustración

## Descripción
Planta perenne con rizoma rastrero y tallos de hasta 20 cm, que llevan 1 o algunas flores azul violeta. Hojas basales acorazonadas o redondeadas, dentadas y pecioladas; hojas caulinares elípticas a lanceoladas, en alguna ocasión dentadas. Flores inclinadas antes de abrisrse; corola de 13-16 mm; dientes calicinos lineales a estrechamente triangulares. Florece desde final de primavera y en verano.

## Hábitat
Rocas, gleras, terreno pedregoso, sobre todo en las montañas.

## Distribución
Desde los Vosgos y los Cárpatos por el sur hasta el norte de Europa. Apeninos y sur de Bulgaria. En España en los Pirineos en Peña Forca, Ordesa y Monte Turbón.

## Taxonomía
Campanula cochleariifolia fue descrita por Jean-Baptiste Lamarck y publicado en Encyclopédie Méthodique, Botanique 1: 578. 1785.
Citología
Número de cromosomas de Campanula cochleariifolia (Fam. Campanulaceae) y táxones infraespecíficos: 2n=34
Etimología
Campanula: nombre genérico diminutivo del término latíno campana, que significa "pequeña campana", aludiendo a la forma de las flores.
cochleariifolia: epíteto latino  de cochlear = "cuchara" donde se refiere a la forma de cucharita que tienen sus hojas basales.
Sinonimia
Anexo:Sinónimos de Campanula cochleariifolia

## Nombres comunes
- Castellano: campanillas, dedal de hadas.